# ジョン・ドーネイ (第4代ダウン子爵)
第4代ダウン子爵ジョン・ドーネイ（英語: John Dawnay, 4th Viscount Downe、1728年4月9日 – 1780年12月21日）は、グレートブリテン王国の政治家、アイルランド貴族。ホイッグ党に所属し、1754年から1774年まで庶民院議員を務めた。

## 生涯
ジョン・ドーネイ閣下（1740年8月12日没、第2代ダウン子爵ヘンリー・ドーネイの息子）と妻シャーロット・ルイーザ（Charlotte Louisa、旧姓プレイデル（Pleydell）、ロバート・プレイデルの娘）の息子として、1728年4月9日に生まれた。1742年よりイートン・カレッジで教育を受けた後、1745年3月22日にオックスフォード大学クライスト・チャーチに入学した。
1754年イギリス総選挙でサイレンセスター選挙区から出馬した。サイレンセスターの有力者である初代バサースト男爵アレン・バサーストとトマス・マスターはいずれもトーリー党所属だったが、マスターが1749年に死去し、その長男が1754年時点でわずか10歳だったため、1754年の総選挙ではバサースト男爵の息子2名が立候補した。これに対し、バサースト男爵がマスター家を差し置いて選挙区の完全支配を目論んでいるという非難の声が上がると、ドーネイはその隙を突いて立候補、ホイッグ党所属ながら当選を果たした。1761年イギリス総選挙でも511票でトップ当選したが、1765年にアンプニー・クルーシスの地所（アンプニー・パーク）をサミュエル・ブラックウェルに売却したため、サイレンセスターでの影響力もブラックウェルに移った。
1760年12月26日に兄ヘンリー・プレイデルが死去すると、ダウン子爵位を継承した。
議会では1762年に七年戦争の予備講和条約を支持するなど最初はトーリー党の傾向があったが、1765年から1766年の議員リストではトーリー党とホイッグ党に分類するものが存在し、1767年春までには確固としたロッキンガム侯爵派（ホイッグ党）の一員となった。1767年12月にロッキンガム侯爵が次の総選挙で当選させることを打診し、一旦は断ったが、結局1768年イギリス総選挙でロッキンガム侯爵の後援を受けてモルトン選挙区から出馬、無投票で当選した。1767年ごろより健康が悪化し、1770年春と同年10月の2度にわたって議員辞任をロッキンガム侯爵に申し出た。結果的には辞任しなかったが、1774年イギリス総選挙では出馬せず、議員を退任した。
1780年12月21日に死去、1781年1月7日にスナスで埋葬された。息子ジョン・クリストファー・バートンが爵位を継承した。

## 家族

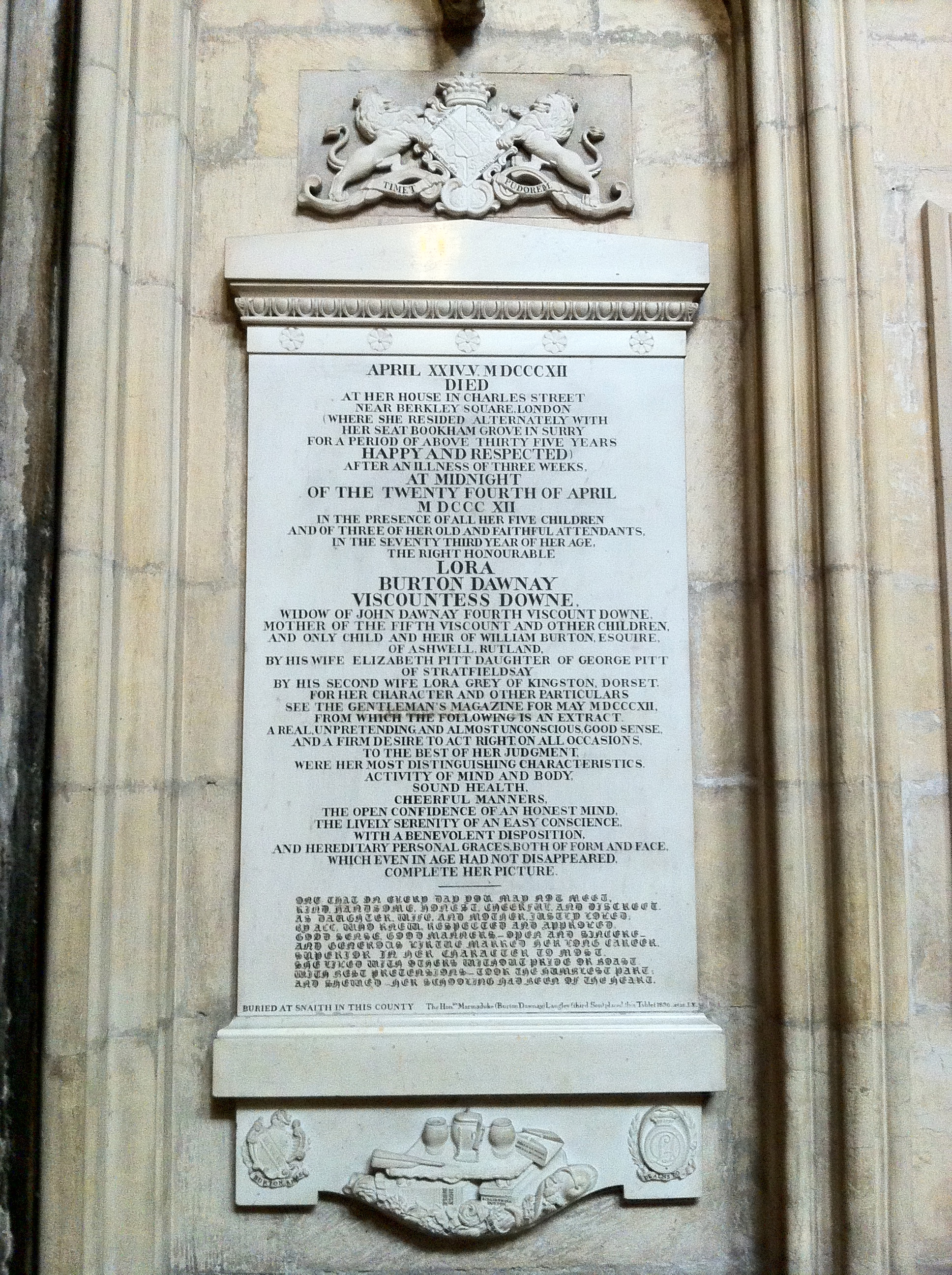
ヨーク・ミンスターにある、ダウン子爵夫人ローラの記念碑。2013年撮影。

1763年5月20日、ローラ・バートン（Lora Burton、1740年2月 – 1812年4月25日、ウィリアム・バートンの娘）と結婚、5男2女をもうけた。
- ジョン・クリストファー・バートン（1764年11月15日 – 1832年2月18日） - 第5代ダウン子爵、初代ドーネイ男爵
- ウィリアム・ヘンリー・プレイデル（William Henry Pleydell） - 夭折
- ウィリアム・ヘンリー（1772年8月20日 – 1846年5月23日） - 第6代ダウン子爵
- マーマデューク（Marmaduke、1777年7月26日 – 1851年10月1日） - 1785年から1795年までイートン・カレッジで教育を受けた後[8]、1795年8月16日にケンブリッジ大学トリニティ・カレッジに入学、1798年にM.A.の学位を修得した[9]。1824年、姓をラングリー（Langley）に改めた[8]。生涯未婚のままウィカム・アビー（英語版）にて没[8]
- トマス（1779年5月30日 – 1850年1月8日） - 1787年から1795年までイートン・カレッジで教育を受けた後[8]、1797年10月26日にオックスフォード大学クライスト・チャーチに入学、1803年にB.A.の学位を修得した[3]。ラトランドにあるアッシュウェル（英語版）の教区牧師を務め、生涯未婚のまま死去した[8]
- ローラ（Lora、1781年没）
- キャサリン（Catherine、1821年7月9日没）